# Лижертаун (Њу Џерзи)
Лижертаун (енгл. Leisuretowne) насељено је место без административног статуса у америчкој савезној држави Њу Џерзи.

## Демографија
По попису из 2010. године број становника је 3.582, што је 1.047 (41,3%) становника више него 2000. године.
| Група             | 2000.         | 2010.         |
| Белци             | 2.477 (97,7%) | 3.415 (95,3%) |
| Афроамериканци    | 27 (1,1%)     | 93 (2,6%)     |
| Азијати           | 3 (0,1%)      | 25 (0,7%)     |
| Хиспаноамериканци | 19 (0,7%)     | 35 (1,0%)     |
| Укупно            | 2.535         | 3.582         |